# Livingston (Teksas)
Livingston je gradić u američkoj saveznoj državi Teksas. Prema popisu stanovništva iz 2010. u njemu je živjelo 5.335 stanovnika.